# Lijst van compilatiealbums van Fat Wreck Chords
Dit artikel behandelt de compilatiealbums van Fat Wreck Chords.

## Achtergrond
Fat Wreck Chords is een Amerikaans punklabel uit Californië, opgericht in 1990 door NOFX-frontman Fat Mike en zijn vrouw, Erin Burkett. In 1994 was Fat Wreck Chords een van de eerste punklabels dat een goedkoop compilatiealbum met nummers van de bands op het label uitbracht. Het label startte een project getiteld Fat Music, een serie compilatiealbums dat nummers van (opkomende) bands en artiesten die bij het label spelen bevat. Dit idee kreeg snel navolging van andere labels, onder wie Epitaph.
In 1999, vlak nadat het vierde deel van de Fat Music-serie was uitgegeven, kwam hetzelfde jaar nog een compilatiealbum uit met 101 liedjes van ongeveer dertig seconden getiteld Short Music for Short People. Hierna, sinds 2003, werden de compilatiealbums van Fat Wreck gebruikt voor liefdadigheid en politiek. Liberation: Songs to Benefit PETA was een benefietalbum voor dierenrechtenorganisatie PETA, terwijl PROTECT: A Benefit for the National Association to Protect Children een benefietalbum was voor kinderrechtenorganisatie PROTECT. In 2004 werden twee albums uitgebracht onder de titel Rock Against Bush, een muzikaal protest van verschillende punkbands tegen de presidentiële herverkiezing van George W. Bush. Verder heeft het label in 2013 ook een tributealbum ter nagedachtenis van de overleden artiest Tony Sly uitgegeven, getiteld The Songs of Tony Sly: A Tribute.
In 1998 werd door Fat Wreck Chords de eerste promo uitgegeven. Deze promo's, die samen de Floyd-reeks vormen, zijn cd's die werden weggeven bij optredens met daarop nummers van verschillende bands die op dat moment bij het label muziek uitbrachten. Ook werden drie promo's enkel als muziekdownloads uitgegeven. Deze promo's hebben geen catalogusnummers en worden ook niet in de officiële discografie van het label zelf vermeld. Enkele jaren later, met de komst van Fat Music for Fest People (2011), werden de promo's binnen de discografie geformaliseerd en kregen ze ook eigen catalogusnummers. Sindsdien worden ze enkel bij bepaalde festivals en evenementen als vinylplaten uitgegeven.

## Reguliere compilatiealbums

### Fat Music-reeks
- Fat Music for Fat People (1994)
- Survival of the Fattest (1996)
- Physical Fatness (1997)
- Life in the Fat Lane (1999)
- Live Fat, Die Young (2001)
- Uncontrollable Fatulence (2002)
- Harder, Fatter + Louder! (2010)
- Going Nowhere Fat (2015)
- Mild in the Streets: Fat Music Unplugged (2016)

### Rock Against Bush-reeks
- Rock Against Bush, Vol. 1 (2004)
- Rock Against Bush, Vol. 2 (2004)

### Peepshow-reeks
Peepshow was een serie van vier videoalbums.
- Peepshow (1997)
- Peepshow II (2001)
- Peepshow DVD (2002)
- Peepshow III (2004)

### Aparte compilatiealbums
- Short Music for Short People (1999)
- Liberation: Songs to benefit PETA (2003)
- PROTECT: A Benefit for the National Association to Protect Children (2005)
- Wrecktrospective (2009)
- The Songs of Tony Sly: A Tribute (2013)

## Promo's

### Floyd-promo's
De toevoeging tussen haakjes verwijst naar hetgeen dat een album parodieert.
- Floyd Thought it Would be a Good Idea to Give You a Free CD of 6 of Our Newest and Unknownest Bands... So Here it Is (1998)
- If Life is a Bowl of Cherries... Why is Floyd Always in the Pit? (1999)
- More RPM's than Floyd on a Scooter (2000)
- Floyd... And Out Come the Teeth (...And Out Come the Wolves; 2001)
- The Thing That Floyd Ate (The Thing That Ate Floyd; 2001)
- Floyd: Squawk Among Us (Walk Among Us; 2002)
- The Exfloyded (On Stage; 2003)
- Anti-Floyd: The Terrier State (The Terror State; 2004)
- Rock Against Floyd (Rock Against Bush, Vol. 1; 2005)
- iFloyd (iTunes; 2006)[1]
- Land of the Rising Floyd (Japan; 2007)

### Feestdagen-promo's
Deze twee promo's verschenen enkel digitaal. Beiden kwamen met een podcast-aflevering.
- X-Mas Bonus (2006)
- Hanuk-COMP: From the Dreidel to the Grave (2007)

## Evenementenpromo's
| Titel                                                | Evenement          | Jaar |
| ---------------------------------------------------- | ------------------ | ---- |
| Fat Music for Fest People                            | The Fest           | 2011 |
| Fat Music for Fest People II                         | The Fest           | 2012 |
| Fat Music for Fest People III                        | The Fest           | 2013 |
| Fat in New York 2013                                 | CMJ Music Marathon | 2013 |
| Fat Music for Riot Fest People                       | Riot Fest          | 2014 |
| Fat Music for Fest People IV                         | The Fest           | 2014 |
| Greetings from Groezrock                             | Groezrock          | 2015 |
| Greetings from Punk Rock Bowling                     | Punk Rock Bowling  | 2015 |
| Greetings from Amnesia Rockfest                      | Amnesia Rockfest   | 2015 |
| Fat Music for Riot Fest People Vol. 2                | Riot Fest          | 2015 |
| Fat Music for Fest People V                          | The Fest           | 2015 |
| Fat Music for Wrecked People: Groez Cruise 2016      | Groezrock          | 2016 |
| Fat Music for Wrecked People: Wreckfest 2016         | Amnesia Rockfest   | 2016 |
| Fat Wreck Holiday 2016                               | Punk Rock Holiday  | 2016 |
| Riot Fest Denver 2016                                | Riot Fest          | 2016 |
| Riot Fest Chicago                                    | Riot Fest          | 2016 |
| Fat Music for Fest People VI                         | The Fest           | 2016 |
| Punk Rock Bowling 2017                               | Punk Rock Bowling  | 2017 |
| Rockfest 2017                                        | Amnesia Rockfest   | 2017 |
| Brakrock Ecofest 2017                                | Brakrock Ecofest   | 2017 |
| Fat Wreck Holiday 2017                               | Punk Rock Holiday  | 2017 |
| Fat Music for Riot Fest People Vol. 4                | Riot Fest          | 2017 |
| Fat Music for Fest People VII                        | The Fest           | 2017 |
| Fat Music for Wrecked People: Punk in Drublic 2018   | Punk in Drublic    | 2018 |
| Fat Music for Wrecked People: Punk Rock Bowling 2018 | Punk Rock Bowling  | 2018 |
| Fat Music for Wrecked People: Brakrock 2018          | Brakrock Ecofest   | 2018 |
| Fat Music for Wrecked People: Punk Rock Holiday 2018 | Punk Rock Holiday  | 2018 |
| Fat Music for Riot Fest People Vol. 5                | Riot Fest          | 2018 |
| Fat Music for Fest People VIII                       | The Fest           | 2018 |
| Fat Music for Wrecked People: Groezrock 2019         | Groezrock          | 2019 |
| Fat Music for Wrecked People: SBAM 2019              | SBÄM Fest          | 2019 |
| Fat Music for Wrecked People: Punk in Drublic 2019   | Punk in Drublic    | 2019 |
| Fat Music for Wrecked People: Pouzza Fest 2019       | Pouzza Fest        | 2019 |
| Fat Music for Wrecked People: Punk Rock Bowling 2019 | Punk Rock Bowling  | 2019 |
| Fat Music for Wrecked People: Brakrock 2019          | Brakrock Ecofest   | 2019 |
| Fat Music for Wrecked People: Punk Rock Holiday 2019 | Punk Rock Holiday  | 2019 |
| Fat Music for Wrecked People: Riot Fest 2019         | Riot Fest          | 2019 |
| Fat Music for Fest People: 2019                      | The Fest           | 2019 |
| Fat Music for Wrecked People: Pouzza Fest 2020       | Pouzza Fest        | 2020 |
| Fat Music for Wrecked People: Punk in Drublic 2020   | Punk in Drublic    | 2020 |
| Fat Music for Wrecked People: Punk Rock Bowling 2020 | Punk Rock Bowling  | 2020 |
| Fat Music for Wrecked People: Riot Fest 2021         | Riot Fest          | 2021 |
| Fat Music for Wrecked People: Punk Rock Bowling 2021 | Punk Rock Bowling  | 2021 |
| Fat Music for Wrecked People 2023                    | Punk in Drublic    | 2023 |